# كريستال ليتينينج
كريستال ليتينينج (بالإنجليزية: Crystle Lightning)‏ (و. 1981  م) هي عارضة، وممثلة أفلام أمريكية، ولدت في إدمونتون.

## وصلات خارجية
- كريستال ليتينينج على موقع IMDb (الإنجليزية)
- كريستال ليتينينج على موقع أول موفي (الإنجليزية)
- كريستال ليتينينج على موقع قاعدة بيانات الفيلم (الإنجليزية)